# Ternstroemia buxifolia
Ternstroemia buxifolia är en tvåhjärtbladig växtart som beskrevs av Erik Leonard Ekman och O. C. Schmidt. Ternstroemia buxifolia ingår i släktet Ternstroemia och familjen Pentaphylacaceae. Inga underarter finns listade i Catalogue of Life.